# Koziarz
Koziarz, Kosiarz (943 m) – szczyt w grzbiecie głównym Pasma Radziejowej w Beskidzie Sądeckim. Znajduje się w zachodnim końcu tego pasma, pomiędzy Jaworzynką (936 m) a Suchym Groniem (855 m). W północno-zachodnim kierunku stok Koziarza opada w widły dwóch źródłowych cieków potoku Klępowski, we wschodnim kierunku od Koziarza odchodzi niski grzbiet oddzielający dolinę potoku Kąty od doliny Obidzkiego Potoku. Na grzbiecie tym i w dolinach potoków rozłożone są przysiółki Obidzy.
Północno-zachodnie stok Koziarza jest stromy, lesisty i należy do miejscowości Tylmanowa w województwie małopolskim, w powiecie nowotarskim, w gminie Ochotnica Dolna. U wylotu doliny potoku Klępowskiego nad Dunajcem znajdują się przysiółki tej miejscowości łączące się ze światem przez wąski most wiszący nad Dunajcem. Stoki wschodnie należą do miejscowości Brzyna i Obidza w gminie Łącko w powiecie nowosądeckim. W ich podwierzchołkowej części oraz na kopulastym grzbiecie pomiędzy Jaworzynką i Koziarzem znajdują się duże otwarte przestrzenie pól uprawnych, łąk i zabudowania należących do Obidzy przysiółka Wielga (kilka domów). Pola ogrodzone są płotem ze sztachet chroniącym je przed zwierzętami leśnymi niszczącymi plony.
Szlak turystyczny nie prowadzi przez szczyt Koziarza, który jest zalesiony, lecz trawersuje go po wschodniej stronie drogą wiodącą obrzeżami lasu i pól uprawnych. Dzięki temu ze szlaku rozciąga się szeroka panorama widokowa.
W 2015 r. w ramach szerszego programu budowy wież widokowych i tras turystycznych w rejonie Koziarza wykonano i oznakowano nowe szlaki turystyki rowerowej i narciarskiej, a na Koziarzu wybudowano nową wieżę widokową. Ma ona całkowicie obudowane schody i taras widokowy, dzięki czemu mogą na nią wejść również osoby z lękiem wysokości.

## Szlaki turystyczne
pieszy: Łącko – przeprawa promowa przez Dunajec – Cebulówka – Okrąglica Północna – Koziarz – Przełęcz pod Koziarzem – Błyszcz – przełęcz Złotne – Dzwonkówka (Beskid Sądecki) – Szczawnica.
 Tylmanowa – Przełęcz pod Koziarzem. Czas przejścia 1:30 h, ↓ 1:15 h
  rowerowy i narciarski: Koziarz – Przełęcz pod Koziarzem – Błyszcz – przełęcz Złotne – Dzwonkówka

## Linki zewnętrzne

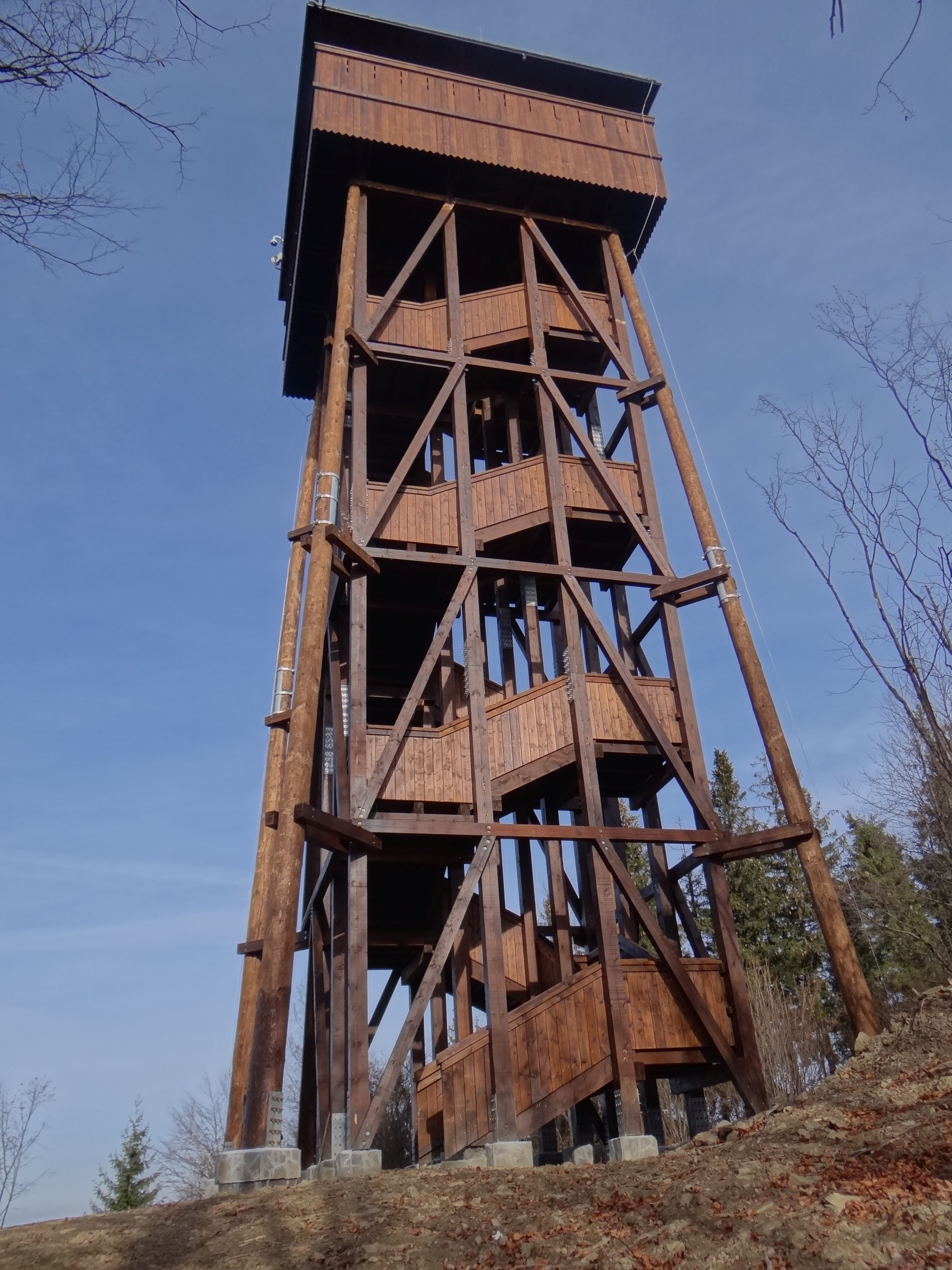
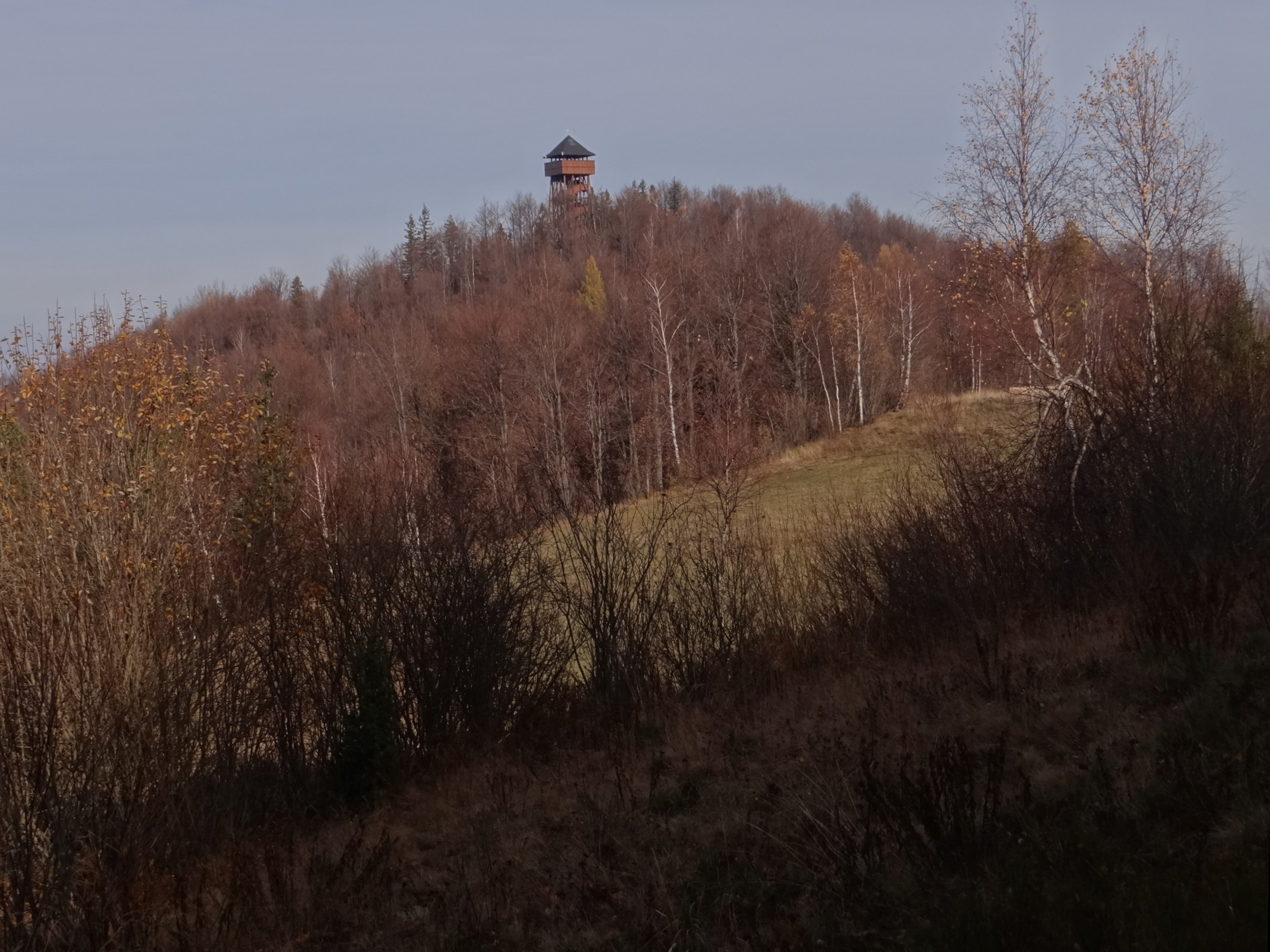
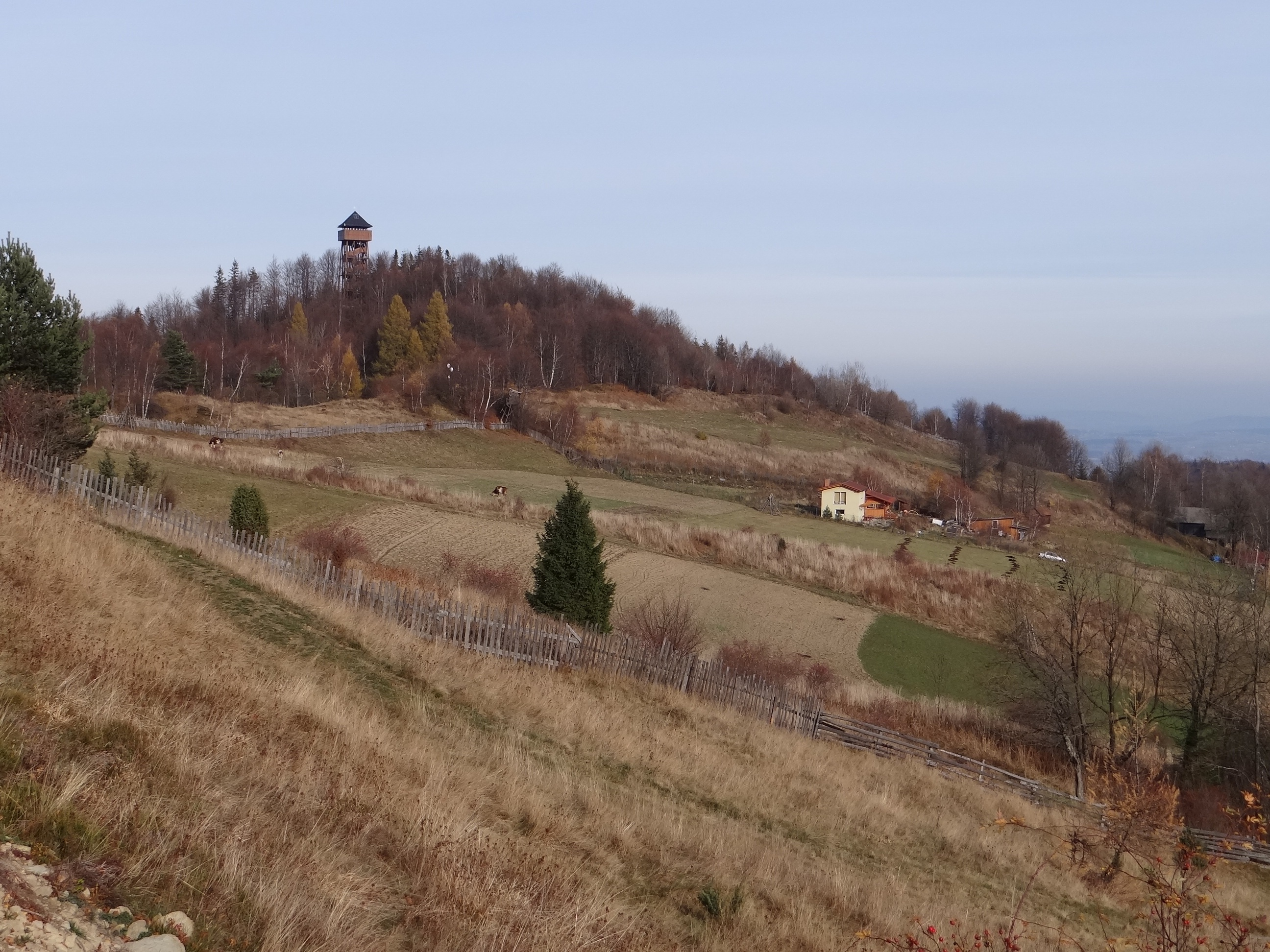
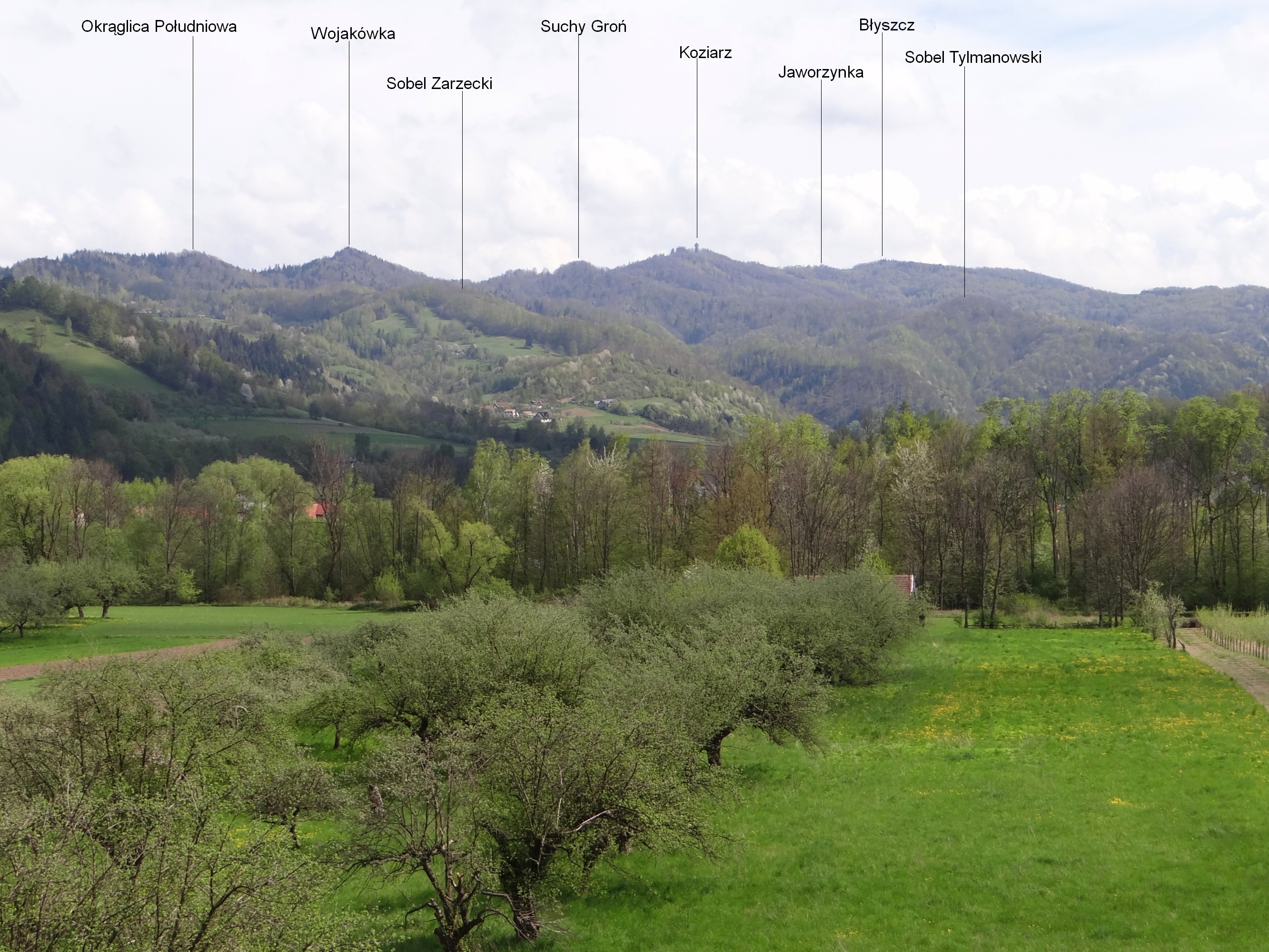